# خطبه سعید
خطبه سعید یک منطقهٔ مسکونی در عربستان سعودی است که در استان جازان واقع شده‌است.